# Three Strangers
Three Strangers is een Amerikaanse misdaadfilm uit 1946 onder regie van Jean Negulesco.

## Verhaal
Op Chinees nieuwjaar neemt Crystal Shackleford twee vreemden mee in haar appartement in Londen. Ze doen samen dezelfde wens bij een Chinees idool. Volgens een oud volksgeloof moet hun wens dan uitkomen. Dan kopen ze alle drie een paardentotobriefje.

## Rolverdeling
| Acteur               | Personage           |
| -------------------- | ------------------- |
| Sydney Greenstreet   | Jerome K. Arbutny   |
| Geraldine Fitzgerald | Crystal Shackleford |
| Peter Lorre          | Johnny West         |
| Joan Lorring         | Icey Crane          |
| Robert Shayne        | Bertram Fallon      |
| Marjorie Riordan     | Janet Elliott       |
| Arthur Shields       | Openbare aanklager  |
| Rosalind Ivan        | Rhea Belladon       |
| John Alvin           | Jongere klerk       |
| Peter Whitney        | Timothy Delaney     |
| Alan Napier          | Davi Shackleford    |
| Clifford Brooke      | Oudere klerk        |
| Doris Lloyd          | Mevrouw Proctor     |